# Gaetano Fantuzzi Gottifredi
Gaetano Fantuzzi Gottifredi (né le 1er août 1708 à Gualdo, dans l'actuelle province de Forlì-Cesena, dans l' Émilie-Romagne, alors dans les États pontificaux et mort le 1er octobre 1778 à Rome) est un cardinal italien du XVIIIe siècle.

## Biographie
Gaetano Fantuzzi Gottifredi exerce diverses fonctions au sein de la Curie romaine, notamment à la Rote romaine et à la Congrégation des rites. Le pape Clément XIII le crée cardinal lors du consistoire du 24 septembre 1759.
Le cardinal Fantuzzi est camerlingue du Sacré Collège en 1767 et est préfet de la Congrégation de l'immunité ecclésiastique. Il participe au conclave de 1769, lors duquel Clément XIV est élu pape, ainsi qu'à celui de 1774-1775 (élection de Pie VI).

### Sources
- Fiche du cardinal Gaetano Fantuzzi Gottifredi sur le site fiu.edu